# 尼信道
尼信道是加拿大安大略省多倫多士嘉堡的一條道路。該道路很可能是以早期定居者亞歷山大·尼信（Alexander Neilson）命名，他於1824年抵達士嘉堡。